# Dasyatis hypostigma
Dasyatis hypostigma es una especie de pez de la familia Dasyatidae en el orden de los Myliobatiformes.

## Morfología
• Los machos pueden llegar alcanzar los 65 cm de longitud total.

## Hábitat
Es un pez de mar y de clima tropical (22°S-41°S, 62°W-41°W) y bentopelágico que vive entre 5-80 m de profundidad.

## Distribución geográfica
Se encuentra en el Océano Atlántico suroccidental: el Brasil y la Argentina.

## Observaciones
Es inofensivo para los humanos.